# Pal Zileri
Pal Zileri è un'azienda di abbigliamento italiana; nata a Quinto Vicentino nel 1980, è specializzata in capi di abbigliamento maschile con tradizione sartoriale, e fa parte di Forall Confezioni S.p.A..

## Storia
Il marchio prende il nome da Palazzo Zileri sito nel centro storico di Vicenza.
Nel 2014 Mayhoola Group, diventa socio di maggioranza dell'azienda e nel 2016 acquista interamente la società Forall Confezioni S.p.A.

## Prodotti principali
La produzione dei capi Pal Zileri avviene all’interno della fabbrica di Quinto Vicentino.
La collezione comprende più categorie di abbigliamento e accessori, dal formale al casual (abiti, giacche, capispalla, maglieria, camicie, scarpe).

## Distribuzione
La rete di distribuzione dell’azienda include il punto distribuzione di Milano, 32 negozi monomarca oltre a 500 negozi multimarca.